# Les Chroniques de Spiderwick (série télévisée)
Pour les articles homonymes, voir The Spiderwick Chronicles.
Les Chroniques de Spiderwick (The Spiderwick Chronicles) est une série télévisée américaine créée par Aron Eli Coleite et diffusée le 19 avril 2024 sur la plateforme The Roku Channel (en),. 
Il s'agit de l'adaptation de la série de livres du même nom de Tony DiTerlizzi et Holly Black.

## Synopsis
La famille Grace emménage dans la maison ancestrale, où d'étranges phénomènes se multiplient. Les enfants tombent sur le grimoire de l'arrière grand-oncle, qui aurait découvert l'existence d'un monde parallèle, féérique mais aussi inquiétant.

## Distribution

### Acteurs principaux
- Lyon Daniels (VF : Arthur Raynal) : Jared Grace
- Noah Cottrell (VF : Rémi Gutton) : Simon Grace
- Mychala Lee (VF : Esthèle Dumand) : Mallory Grace
- Jack Dylan Grazer (VF : Tom Trouffier) : Thimbletack
- Joy Bryant (VF : Ingrid Donnadieu) : Helen Grace
- Christian Slater (VF : Xavier Béja) : Mulgarath

### Acteurs secondaires
- Momona Tamada (VF : Lou Dubernat) : Emiko
- Alyvia Alyn Lind (VF : Emmylou Homs) : Calliope
- Hunter Dillon (en) (VF : Jean-Baptiste Maunier) : Hatcher
- Charlayne Woodard (VF : Annie Milon) : Lucinda Spiderwick
- Albert Jones (VF : Frantz Confiac) : Arthur Spiderwick
- Aria Mia Loberti (en) (VF : Valérie Bescht) : Valentina
- Mellany Barros (VF : Elsa Bougerie) : Bree Kent
- Dylan Bruce (VF : Sylvain Agaësse) : Tanner Kent
- Arlene Duncan (en) (VF : Virginie Emane) : Melvina

 Source et légende : version française (VF) sur RS Doublage et DSD-Doublage.